# Christmas Fantasy
Albums de Anita Baker
My Everything
(2004)
Christmas Fantasy est le septième album studio de la chanteuse de rhythm and blues américaine Anita Baker. C'est le premier et unique album de Noël de Baker. Il sortit le 4 octobre 2005 sur le label Blue Note Records et atteint la 120e place du classement Billboard 200 et la 31e place des classements rhythm and blues.
Pour cet album, Baker enregistra des classiques de Noël comme I'll Be Home for Christmas, O Come All Ye Faithful, God Rest Ye Merry Gentlemen, et Christmas Time is Here (qui reçut une nomination aux Grammy Awards).
Frosty's Rag est une version librement remaniée de Frosty the Snowman. On y trouve aussi trois compositions originales de Baker elle-même : Moonlight Sleighride, Family of Man, et  Christmas Fantasy.

## Liste des titres
1. Frosty's Rag (Frosty The Snowman) - 3:46
2. Christmas Time Is Here - 4:38
3. I'll Be Home for Christmas - 5:24
4. Christmas Fantasy - 4:34
5. God Rest Ye Merry Gentlemen - 4:53
6. Moonlight Sleighride - 6:15
7. O Come, All Ye Faithful (avec les Yellowjackets) - 5:38
8. Family Of Man - 4:49
9. My Favorite Things - 5:02